# Divizia A 1959-1960
Sezonul 1959-1960 al Diviziei A a fost cea de-a 42-a ediție a Campionatului de Fotbal al României, și a 22-a de la introducerea sistemului divizionar. A început pe 6 august 1959 și s-a terminat pe 19 iunie 1960.  CCA București a devenit campioană pentru a cincea oară în istoria sa.

## Clasament
| Loc | Echipă                  | Pct. | MJ | V  | E  | Î  | GM | GP | GA    | Calificare sau retrogradare                |
| --- | ----------------------- | ---- | -- | -- | -- | -- | -- | -- | ----- | ------------------------------------------ |
| 1.  | CCA București (C)       | 34   | 22 | 15 | 4  | 3  | 52 | 25 | 2,080 | Cupa Campionilor 1960-61 Runda preliminară |
| 2.  | Steagul Roșu Or. Stalin | 27   | 22 | 9  | 9  | 4  | 47 | 34 | 1,382 | Cupa Balcanică 1960-61                     |
| 3.  | Petrolul Ploiești       | 24   | 22 | 8  | 8  | 6  | 33 | 23 | 1,435 |                                            |
| 4.  | Farul                   | 24   | 22 | 9  | 6  | 7  | 37 | 34 | 1,088 |                                            |
| 5.  | Știința Cluj            | 24   | 22 | 7  | 10 | 5  | 34 | 32 | 1,063 |                                            |
| 6.  | Dinamo Bacău            | 24   | 22 | 9  | 6  | 7  | 31 | 33 | 0,939 |                                            |
| 7.  | UTA Arad                | 22   | 22 | 8  | 6  | 8  | 26 | 30 | 0,867 |                                            |
| 8.  | Dinamo București        | 21   | 22 | 6  | 9  | 7  | 29 | 29 | 1,000 |                                            |
| 9.  | Progresul București     | 19   | 22 | 7  | 5  | 10 | 36 | 39 | 0,923 |                                            |
| 10. | Rapid București         | 18   | 22 | 5  | 8  | 9  | 30 | 34 | 0,882 |                                            |
| 11. | Minerul Lupeni          | 16   | 22 | 5  | 6  | 11 | 27 | 37 | 0,730 | Scutită de retrogradare                    |
| 12. | Jiul Petroșani (R)      | 11   | 22 | 2  | 7  | 13 | 17 | 49 | 0,347 | Retrogradare în Divizia B 1960-1961        |

| Câștigătorii Diviziei A, ediția 1959/1960 |
| ----------------------------------------- |
| CCA București Al 5-lea Titlu              |

## Rezultate
| Oaspeți ► Gazde ▼                          | CCA | BAC | DIN | FAR | JIU | MIN | PET | PRO | RAP | STR | UTA | ȘCJ |
| ------------------------------------------ | --- | --- | --- | --- | --- | --- | --- | --- | --- | --- | --- | --- |
| CCA București                              | —   | 3–0 | 3–3 | 3–2 | 2–0 | 6–1 | 1–0 | 4–1 | 1–1 | 2–1 | 1–0 | 2–2 |
| Dinamo Bacău                               | 1–2 | —   | 1–4 | 4–3 | 3–1 | 2–1 | 1–0 | 3–0 | 0–0 | 1–1 | 1–2 | 0–0 |
| Dinamo București                           | 2–1 | 0–2 | —   | 1–1 | 3–1 | 0–0 | 1–3 | 0–1 | 2–0 | 2–2 | 2–2 | 0–0 |
| Farul Constanța                            | 0–3 | 2–0 | 3–1 | —   | 5–0 | 1–1 | 1–1 | 1–0 | 1–0 | 2–0 | 2–0 | 3–2 |
| Jiul Petroșani                             | 1–2 | 0–0 | 0–0 | 1–1 | —   | 1–0 | 0–0 | 1–1 | 2–2 | 2–3 | 2–0 | 1–1 |
| Minerul Lupeni                             | 0–1 | 1–2 | 2–2 | 4–0 | 4–0 | —   | 1–2 | 4–1 | 2–1 | 1–1 | 1–0 | 2–2 |
| Petrolul Ploiești                          | 1–2 | 1–3 | 0–2 | 2–0 | 7–0 | 2–1 | —   | 0–1 | 1–1 | 1–1 | 2–0 | 2–0 |
| Progresul București                        | 2–2 | 5–2 | 1–1 | 1–2 | 2–1 | 7–0 | 2–3 | —   | 0–2 | 1–2 | 1–1 | 0–0 |
| Rapid București                            | 2–5 | 1–2 | 1–0 | 3–3 | 5–1 | 2–0 | 1–1 | 3–2 | —   | 1–1 | 0–1 | 1–2 |
| Steagul Roșu Orașul Stalin                 | 2–1 | 2–2 | 1–2 | 3–2 | 2–1 | 2–0 | 1–1 | 7–4 | 4–1 | —   | 2–2 | 7–1 |
| UTA Arad                                   | 1–4 | 3–0 | 2–0 | 1–1 | 3–0 | 1–0 | 1–1 | 0–2 | 2–1 | 1–1 | —   | 2–1 |
| Știința Cluj                               | 2–1 | 1–1 | 2–1 | 3–1 | 3–1 | 1–1 | 2–2 | 0–1 | 1–1 | 3–1 | 5–1 | —   |
| Câștigă gazdele; Remiză; Câștigă oaspeții. |     |     |     |     |     |     |     |     |     |     |     |     |